# Erwin Walter Aal Neto
Erwin Walter Aal Neto, mais conhecido como Neto ou Netinho (Curitiba, 11 de setembro de 1968), é um técnico e ex-futebolista brasileiro que atuava como lateral direito.

## Carreira

### Jogador
Netinho iniciou a sua carreira nas categorias de base do Coritiba. Foi lançado no time profissional do Coxa em 1986, quando o técnico da equipe era Jorge Vieira. No mesmo ano, conquistou título de Campeão Paranaense em 1986.
Passou por alguns clubes brasileiros como o Avaí aonde foi Campeão Catarinense em 1988.
Em 1989, chegou ao São Paulo, onde foi Campeão da Taça Libertadores da América de 1992. Pelo São Paulo fez 23 partidas (9 vitórias, 8 empates e 6 derrotas) e ainda foi campeão dos torneios Taça Cidade do México, em 1989, e da Índia, em 1990.
No Atlético Mineiro, clube que defendeu entre 1992 e 1995, Netinho foi campeão estadual em 1993 e campeão da Copa TDK do Japão.
Em 1995, foi para o Rio Branco de Paranaguá, onde foi campeão paranaense da Segunda Divisão.
Encerrou sua carreira em 1997 atuando pelo Caen da França.

### Treinador
Em 2008, assumiu o Rio Branco que estava nas últimas colocações do estadual do Paraná, fez um bom trabalho e conseguiu salvar a equipe da degola.
Em 2009, o ex-lateral foi contratado para comandar o Sinop.
Chegou a ser responsável pelas categorias de base do Caxias.
Voltou ao Rio Branco de Paranaguá para o Campeonato Paranaense de 2014.
Em outubro de 2022, assumiu a base da equipe ponta-grossense Olinda Esporte Clube.

## Títulos

### Como jogador
Coritiba
- Campeão Paranaense: 1986

Avaí
- Campeão Catarinense: 1988[1]

São Paulo
- Campeão Paulista: 1989[1]
- Campeão da Taça Cidade do México – 1989
- Campeão do Torneio da Índia - 1990
- Campeão da Libertadores da América: 1992

Atlético Mineiro
- Campeão Mineiro: 1991
- Copa TDK (Japão) - 1993

Rio Branco-PR
- Campeão Paranaense da 2ª Divisão: 1995

### Como treinador
Coritiba
- Campeão Paranaense Infantil - 2000
- Campeão Paranaense Juvenil - 2002

Seleção de Curitiba
- Campeão dos Jogos Estudantis de Curitiba - 2002